# Tatort: Nachtwanderer
Nachtwanderer ist ein Fernsehfilm aus der Krimireihe Tatort. Der Film des Südwestrundfunks von Regisseur Johannes Grieser mit Ulrike Folkerts und Andreas Hoppe als Ermittler aus Ludwigshafen am Rhein wurde am Sonntag, 8. Oktober 2006, erstmals im Ersten ausgestrahlt.

## Handlung
Lena Odenthal und Mario Kopper sind abends im Schwimmbad und besuchen anschließend zum zwölften Mal zusammen den Film La dolce vita im Kino. Kopper möchte danach noch etwas essen gehen, doch Odenthal möchte nach Hause. Als sie nach Hause läuft, kann sie beobachten, wie drei Jugendliche eine junge Frau belästigen. Sofort greifen ein Mann und eine Frau ein und können Schlimmeres verhindern, die beiden tragen Jacken mit der Aufschrift „Nachtwanderer“.
In der gleichen Nacht werden Odenthal und Kopper um 03:33 Uhr morgens zu einem Tatort beordert: Der gerade mal acht Wochen alte UMTS-Funkmast in der Fontanestraße wurde gesprengt – dabei kam Max Junghans, ein Mitglied der Nachbarschaftswache Nachtwanderer, ums Leben. Während Odenthal mit dem Kriminaltechniker Peter Becker den Tatort untersucht, befragt Kopper die Schaulustigen. Georg Schwab wohnt am Sendemast, er hat jedoch nichts gesehen, er wurde von der Explosion geweckt. Auch dessen Nachbar Bert Lüders und dessen Mutter haben nicht gesehen, sie verdächtigen jedoch die Bürgerinitiative gegen den Sendemast, hinter diesem Anschlag zu stecken.
Odenthal begibt sich zum Treffpunkt der Nachtwanderer und befragt dort Susanne Horbelt, die in dieser Nacht mit Junghans unterwegs war. Sie berichtete, dass er verheiratet ist und eine 12-jährige Tochter hat. Sie selbst sei Lehrerin am Markgrafengymnasium und Junghans war ihr Rektor. Sie hat ihn zuletzt um 3 Uhr gesehen. Er hatte eine SMS bekommen und ist daraufhin früher gegangen. Odenthal und Kopper befragen danach die Witwe Frau Junghans. Sie sagt, ihr Mann habe um 22:30 Uhr das Haus verlassen. Dass er nicht zurückgekommen ist, habe sie nicht bemerkt, da sie in getrennten Schlafzimmern übernachten. Die letzte SMS an seine Tochter war um 22:45 Uhr, sie hat ihm keine geschickt. Weiterhin berichtet Frau Junghans, dass ihr Mann im Stadtrat tätig war und den Standort für den Sendemast selbst empfohlen hat.
Auf dem Revier wird Frau Horbelt erneut befragt, wo sie die Bürgerinitiative verdächtigt. Georg Schwab ist deren Initiator. Kopper findet heraus, dass Schwab in der DDR als Sprengmeister tätig war. Schwab wird daraufhin erneut befragt und er wiederholt, dass er und sein Sohn Andi von der Explosion geweckt wurden, seine Tochter Mona war zu diesem Zeitpunkt bei ihrer Freundin Daniela. Schwab berichtet weiter, dass seine Frau vor zwei Jahren an einem Gehirntumor verstorben ist, angeblich von den Strahlen eines Sendemastes, den man direkt vor ihr Haus an ihrem alten Wohnort in Gera gestellt hat. Er beharrt darauf, dass er weder den Turm gesprengt noch Herrn Junghans getötet hat.
Im Markgrafengymnasium erfahren Odenthal und Kopper vom Hausmeister, dass es vor zwei Wochen einen heftigen Streit zwischen Schwab und Junghans gab. Hintergrund war, dass Andi Flugblätter zur Aufklärung von Handystrahlung verteilte. In der Schule befragt Odenthal noch einmal Frau Horbelt. Sie berichtet, dass sie selbst eine 17-jährige Tochter hat, welche vor drei Jahren beinahe vergewaltigt wurde. Daraufhin gründete sie die „Nachtwanderer“ und Herr Junghans machte von Anfang an mit. Als Odenthal tiefer bohrt, erfährt sie von Frau Horbelt, dass Max Junghans eine Geliebte hatte, mit welcher er regelmäßig SMS schrieb. Wer die Geliebte ist, weiß sie nicht, aber von ihr stammte die SMS, wegen der er früher ging.
Odenthal konfrontiert Frau Junghans mit der Information der Geliebten – angeblich wusste sie nichts davon. Sie hatte in letzter Zeit sehr viel in ihrem eigenen Handyshop zu tun. Die Tochter Miriam Junghans beschimpft ihre Mutter, dass sie wegziehen wollten und ihre Mutter deswegen die Scheidung anstrebte. Ein gemeinsames Grundstück im Wert von 2,3 Mio. € sollte verkauft werden.
Kriminaltechniker Becker kann derweil vom Tatort zwei zerstörte Handys bergen. Eines wurde als Fernzünder für die Bombe am Funkturm verwendet, das andere war das Prepaid-Handy des Opfers. Aus letzterem kann er die SIM-Karte retten, auf der die letzten SMS gespeichert sind. Junghans bekam um 03:00 Uhr eine SMS von Mona, die ihn zum Funkturm bittet, weil sie ihn dringend sehen möchte. Bei Monas Befragung behauptet sie, sie habe ihr Handy verloren und nicht die SMS versendet. Sie gesteht, dass sie die Geliebte von Max Junghans ist.
Als Schwab von der Affäre seine Tochter mit Junghans konfrontiert wird, gesteht er den Anschlag auf den Funkmast und den Mord. Für Odenthal ist das aber nicht ganz schlüssig. Mona gerät zu Hause in Streit mit ihrem Bruder Andi. Sie schwört ihm, dass sie nichts mit der Sprengung zu tun hat und sie diskutieren darüber, ob ihr Vater wirklich der Täter sein könnte. Bert Lüders sieht die traurige Mona vor ihrem Haus und bietet sich ihr an: „Ich bin immer für Dich da!“. In diesem Moment kommt Odenthal angefahren und unterbricht deren Unterhaltung, sie möchte mit Mona alleine reden. Odenthal fragt, wie gut sie Bert kenne, da es nach mehr als nur Nachbarn aussah. Mona berichtet, dass Bert ein alter Freund sei, der mit ihr zusammen auf die Schule gegangen ist, jedoch von Junghans von der Schule geworfen wurde. Odenthal berichtet Mona, dass ihr Vater versucht hat, Selbstmord zu begehen. Mona gesteht, dass ihr Vater von der Beziehung zu Junghans wusste und ihr Vater auch zu Frau Junghans gegangen ist und sie darüber informiert hat.
Der Notar der Familie Junghans berichtet Kopper, dass die Hälfte des Grundstücks nicht an Frau Junghans, sondern an die Tochter Miriam vererbt wird. Außerdem steht der Handyshop von Frau Junghans, den sie sich so mühevoll aufgebaut hat, auf dem Grundstück. In der Schule informiert sich Odenthal über den Rauswurf von Bert Lüders. Er hatte sich wegen schlechter Benotungen an Junghans rächen wollen und ihn einen Haschischkuchen essen lassen, woraufhin er von der Schule geworfen wurde.
Andi gesteht Kopper, dass er zwar zusammen mit Bert Lüders die Bombe gebaut hat, der Zeitzünder aber zu früh losgegangen sei und er nicht wusste, dass Junghans sich am Turm aufhält. Sein Vater habe von der ganzen Aktion nichts gewusst. Weiterhin berichtet Andi, dass Mona und Bert für kurze Zeit ein Paar waren, Mona ihn jedoch verlassen hat. Als Bert von der Affäre erfuhr, tickte er aus.
Bert fährt zur Schule, um Mona eine letzte Chance zu geben, ihn wieder zurückzunehmen. Als sie verneint, holt er eine weitere Bombe mit Handyzünder aus seinem Rucksack und versperrt sich mit ihr in der Turnhalle. Er gesteht Mona, dass er den Turm gesprengt und Max Junghans ermordet hat. Vor der Schule trifft Odenthal mit einem SEK ein, sie suchen einen Weg nach innen. Kopper versucht unterdessen, alle Handy-Sendemasten in der Umgebung der Schule abschalten zu lassen. In der Turnhalle angekommen versucht Odenthal, Bert zum Aufgeben zu überreden. Kopper gelingt die Abschaltung der Handymasten, kurz bevor Bert den Zünder auslösen kann. Odenthal kann Bert überwältigen und das SEK nimmt ihn fest.

## Einschaltquoten
Bei der Erstausstrahlung erreichte der Film mit 6,95 Millionen Zuschauern einen Marktanteil von 20 Prozent.